# Robert I av Dreux
Robert I av Dreux, född 1123, död 1188, var en fransk prins. 
Han var regerande greve av Artois 1137-1184. Han deltog i det andra korståget.